# Eupithecia inassignata
Eupithecia inassignata là một loài bướm đêm trong họ Geometridae.